# Epsilon Coronae Borealis
ε Coronae Borealis (Epsilon Coronae Borealis, kurz ε CrB) ist ein Stern im Sternbild Nördliche Krone.
ε Coronae Borealis ist ein Riesenstern vom Spektraltyp K2 und besitzt eine scheinbare Helligkeit von 4,15 mag. Er liegt nach den Messungen des Satelliten Hipparcos 70 Parsec (ca. 230 Lichtjahre) bzw. nach den Messungen des Satelliten Gaia 74 Parsec (ca. 242 Lichtjahre) von der Sonne entfernt. Basierend auf Beobachtungen mit dem Navy Precision Optical Interferometer wurde die Masse des Sterns auf 1,4 Sonnenmassen, der Radius auf 22 Sonnenradien und die Leuchtkraft auf ca. 160 Sonnenleuchtkräfte berechnet.
Im Jahr 2012 wurde die Entdeckung eines massereichen Planeten im Orbit um ε Coronae Borealis bekanntgegeben. Dieser wurde mit der Radialgeschwindigkeitsmethode nachgewiesen, die ausgewerteten Radialgeschwindigkeitsdaten umfassten hierbei einen Zeitraum von sieben Jahren. Der Planet mit der Bezeichnung ε Coronae Borealis b besitzt eine Mindestmasse von 6,7 ± 0,3 Jupitermassen und benötigt für eine Umlauf um den Stern 417,9 ± 0,5 Tage. Seine Bahn weist eine numerische Exzentrizität von 0,11 ± 0,03 und eine große Halbachse von 1,3 AE auf.
Der kataklysmisch veränderliche Stern T Coronae Borealis befindet sich etwa 28 Bogenminuten südsüdöstlich von ε Coronae Borealis.